# التوابع والزوابع
رسالة التوابع والزوابع كتاب لأبي عامر أحمد بن عبد الملك القرطبي الملقب بابن شهيد الأندلسي، وهي قصة خيالية تحكي رحلة في عالم الجن يلتقي البطل خلالها بشياطين اُلكتاب والشعراء، فيحاورهم ويحاورونه، والتابع الجن والزوبعة الشيطان، وسماها هكذا؛ لأنه يذكر في مطلعها أن شيطانا تراءى له، وهو ينظم شعرا فأجازه، وبعد تعارفهما، حمله الشيطان إلى وادي الجن، نزولا عند طلبه، حيث التقى بكثير من شياطين الشعراء، كما التقى بطائفة من شياطين كتاب المشرق وقد قامت دار صادر للطباعة والنشر، في بيروت بطبعه وقد حققه بطرس البستاني

## نهج ابن شهيد في رسالته
إضافة إلى ما تتضمنه رسالة ابن شهيد من فكاهة وتندر بخصومه في قرطبة، وما تثيره من تخيلات في أرض الجن، فهي تعرض أبيات شعرية يعتبرها خير ما يقدم من الشعر، في مقابل شعر أهل المشرق. وتحمل رسالة ابن شهيد سمتين من سمات المقامة: السجع، ووجود رفيق للمؤلف وهو الجني، وقد استلهمها من المقامة الإبليسية لبديع الزمان. وتميز أسلوبه فيها بسلاسة اللغة وابتعادها عن التكلف والصنعة، فهو يزاوج تارة، ويسجع أخرى، ويسترسل ثالثة؛ كما ضمنها روح الفكاهة والإضحاك وفي الفصل الأول تبدو رحلة البطل مرتبة تاريخيا في لقائه بتوابع الشعراء، ابتداء من العصر الجاهلي والأموي والعباسي؛ فهو يحاور عددا من توابع الفحول، كامرئ القيس، وطرفة ابن العبد، وأبي تمام، والبحتري، وأبي نواس، والمتنبي. أما في الفصل الثاني فهو يرى أن للكُتّاب شياطينا كما للشعراء شياطين. ويبدأ بالجاحظ، ثم عبد الحميد الكاتب وبديع الزمان، ويحاورهم في مسائل تتعلق بالسجع وبالمزاوجة، وبالأساليب والبيان، ويخلص في هذا الفصل انتزاع شهادات من هؤلاء الأدباء بتفوقه عليهم. وفي الفصل الثالث يعالج ابن شهيد جملة من المسائل النقدية، وفي الفصل الأخير يرتحل ابن شهيد رفقة تابعه إلى أرض تعيش بها حيوانات من الجن، وهناك يحكم في قصيدتين غزلتين لبغل محب وحمار عاشق، وينتهي الكتاب بحوار ابن الشهيد مع إوزة أديبة ناظرته في النحو وغريب اللغة. وآراء ابن شهيد حول الشعراء والكتّاب لا تخلو من الصحة، رغم ما مسها من حقد وضغينته اتجاه معاصريه، وقد ذهب فيها مذهبين: إذ أن هناك آراءا تتعلق بالآثار الأدبية للكاتب أو الشاعر، وآراء أخرى تمس شخصية الأديب، أي مواهبه العقلية وملكاته الفطرية، وسعة مداركه، ولابن شهيد السبق في هذا الجانب إذ حاول استخدام العلم والفلسفة لدراسة شخصية الأديب وفهم ملكاته الأدبية، وطبعه، والذي يعتبره ابن شهيد أهم ركن في شخصية الأديب وسر بلاغته.

## نقد الرسالة
حاول ابن شهيد الإيجاز في سرد أحداث قصته، إلا أن التكلف قد طال أسلوبه في مقدمة الرسالة، ورغم أنه سمّى رسالته أيضا شجرة الفكاهة إلا أنها لم تنل حظها من الفكاهة بقدر ما تضمنته من عجب وزهو ذاتيين كما أن العنصر النقدي محدود لا يتعدى ما استحسنه ابن شهيد من شعر هذا الشاعر أو ذاك، ومقارنتها بنماذج من شعره ومن نثره هو نفسه. كما يؤخذ عليه التهجم على معاصريه والانتقاص منهم ووصفهم بالغباوة وإنكاره لفضل سابقيه، كما فعل مع بديع الزمان، حتى أنه تحامل عليه وحاول الحط منه.

## مقاطع
يخاطبه زهير، وهو تابعه في قصته، ويعطيه أبياتا ينشدها لاستدعائه:
وهو يخاطب شيطان عنتر بن عجلان قائلًا:

### فهرس المراجع
1. ↑  حاجي خليفة (1941)، كشف الظنون عن أسامي الكتب والفنون، بيروت: دار إحياء التراث العربي، ج. 1، ص. 503، QID:Q120648872 – عبر المكتبة الشاملة
2. 1 2   كتاب الأدب المقارن ص 308
3. ↑  "ص323 - كتاب الفن ومذاهبه في النثر العربي - النثر الأندلسي - المكتبة الشاملة". المكتبة الشاملة. مؤرشف من الأصل في 2021-03-25. اطلع عليه بتاريخ 2021-03-24.
4. ↑  "كتاب رسالة التوابع والزوابع - المكتبة الشاملة". المكتبة الشاملة. مؤرشف من الأصل في 2020-11-26. اطلع عليه بتاريخ 2021-03-22.
5. ↑  "ص237 - كتاب تاريخ الأدب الأندلسي عصر سيادة قرطبة - فصول في الشعر الأندلسي - المكتبة الشاملة". المكتبة الشاملة. مؤرشف من الأصل في 2021-03-25. اطلع عليه بتاريخ 2021-03-24.
6. ↑  "ص9575 - كتاب موجز دائرة المعارف الإسلامية - تاريخ فن المقامة - المكتبة الشاملة". المكتبة الشاملة. مؤرشف من الأصل في 2021-03-25. اطلع عليه بتاريخ 2021-03-24.
7. ↑   كتاب الأدب المقارن ص310
8. ↑   كتاب الأدب المقارن ص309
9. ↑  "ص49 - كتاب مجلة الرسالة - من الأدب الأندلسي - المكتبة الشاملة". المكتبة الشاملة. مؤرشف من الأصل في 2021-03-25. اطلع عليه بتاريخ 2021-03-24.
10. ↑  "ص53 - كتاب مجلة الرسالة - أنالي - المكتبة الشاملة". المكتبة الشاملة. مؤرشف من الأصل في 2021-03-25. اطلع عليه بتاريخ 2021-03-24.
11. ↑  "ص150 - كتاب تاريخ الأدب الأندلسي عصر الطوائف والمرابطين - دراسة مظاهر التطور الأدبي - المكتبة الشاملة". المكتبة الشاملة. مؤرشف من الأصل في 2021-03-25. اطلع عليه بتاريخ 2021-03-24.
12. ↑  "ص181 - كتاب تاريخ الأدب الأندلسي عصر سيادة قرطبة - فصول في الشعر الأندلسي - المكتبة الشاملة". المكتبة الشاملة. مؤرشف من الأصل في 2021-03-25. اطلع عليه بتاريخ 2021-03-24.
13. ↑  "ص47 - كتاب مجلة الرسالة - من الأدب الأندلسي - المكتبة الشاملة". المكتبة الشاملة. مؤرشف من الأصل في 2021-03-25. اطلع عليه بتاريخ 2021-03-24.
14. ↑  مصطفى الشكعة (2004)، مناهج التأليف عند العلماء العرب، بيروت: دار العلم للملايين، ص. 255، OCLC:1227850675، QID:Q123415148 – عبر المكتبة الشاملة
15. ↑  "ص86 - كتاب رسالة التوابع والزوابع - المدخل زهير بن نمير - المكتبة الشاملة". المكتبة الشاملة. مؤرشف من الأصل في 2021-03-24. اطلع عليه بتاريخ 2021-03-24.

### معلومات المراجع
الأدب المقارن، تأليف: مناهج جامعة المدينة العالمية، الناشر: جامعة المدينة العالمية. رابط للكتاب على موقع الشاملة الحديثة